# Rhinobatos nudidorsalis
Rhinobatos nudidorsalis é uma espécie de peixe da família Rhinobatidae.
Pode ser encontrada na Maurícia e Seychelles.
O seu habitat naturais é: mar aberto.